# Kepler-107
Kepler-107 — одиночная звезда в созвездии Лебедя. Находится на расстоянии 1740 световых лет от Солнца. Является звездой спектрального класса G2.

## Планетарная система
На сегодняшний день известны четыре планеты, вращающиеся вокруг Kepler-107:

## Столкновение планет
Ученые, наблюдающие планетарную систему звезды Kepler-107, заметили пару планет, которые настолько отличаются друг от друга, что это различие может указывать на крупное столкновение. Эти планеты, впервые открытые в 2014 г., обращаются вокруг звезды под названием Kepler-107 вместе с ещё двумя планетными компаньонами. Эти две внутренние планеты, Kepler-107 b и c, имеют примерно одинаковый размер.
Космический телескоп Kepler, при помощи которого были открыты планеты Kepler-107 b и c, использует так называемый транзитный метод, основанный на измерениях периодических затмений звезды, вызываемых прохождением перед ней экзопланеты. Ещё одним распространённым методом поиска экзопланет является метод радиальных скоростей, состоящий в измерениях слабых радиальных смещений звезды, вызываемых воздействием на неё гравитации близлежащей планеты. Именно этот, второй метод был использован в новой работе для получения информации о массах планет, открытых ранее при помощи «Кеплера».
Проведённый авторами работы анализ показал, что между параметрами исследованных планет имеется ключевое различие, которое состоит в плотностях вещества планет — хотя эти две соседние планеты имеют примерно одинаковые размеры, плотность вещества одной из них примерно в два раза превышает плотность материала второй планеты. Кроме того, более плотная планета расположена дальше от звезды, чем менее плотная — что является весьма нехарактерной для большинства планетных систем конфигурацией. Исследователи, получившие данные по этому дисбалансу, отмечают, что эти находки могут являться признаком, указывающим на гигантское столкновение, в результате которого одна из планет потеряла свои более легкие оболочки.